# Echinorhynchus bipennis
Echinorhynchus bipennis är en hakmaskart som beskrevs av Kaiser 1893. Echinorhynchus bipennis ingår i släktet Echinorhynchus och familjen Echinorhynchidae. Inga underarter finns listade i Catalogue of Life.